# 성인전

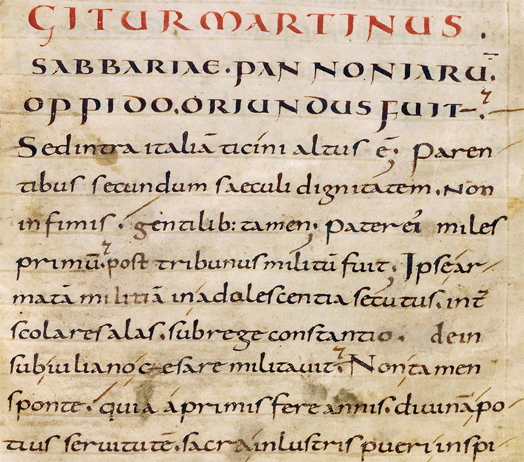
술피키우스 세베루스 저, 『성자 마르티누스의 삶』

성인전(hagiography)이란 기독교 성인이나 교회 지도자들의 전기다. 불교, 힌두교, 이슬람교, 시크교, 자이나교 등에서도 기독교의 성인전 같은 것을 만들곤 한다. 시크교의 자남사키, 불교의 고승전, 이슬람교의 마나키브 같은 것이 그런 역할을 한다.
기독교 성인전은 성인들의 삶, 특히 기적에 집중하는 경향이 있다. 하지만 중세 성인전은 정사(正史)나 향토사와 결합하여 당대의 신앙, 관습, 풍습에 대해 가늠할 수 있는 사료가 되기도 한다.

## 같이 보기
- 위경